# Doolittle-decompositie
De Doolittle-decompositie is een algoritme voor de LU-decompositie van een vierkante niet-singuliere matrix in een benedendriehoeksmatrix {\displaystyle L} en een bovendriehoeksmatrix {\displaystyle U}. In de matrix {\displaystyle L} zijn de elementen op de hoofddiagonaal gelijk aan 1.
De methode werd in 1878 voorgesteld door Myrick H. Doolittle, een wiskundige verbonden aan de U.S. Coast and Geodetic Survey.

## Beschrijving

### Via Gauss-eliminatie
Zij {\displaystyle A} een {\displaystyle n\times n}-matrix met elementen ai,j. De Doolittle-decompositie is formeel gezien een Gauss-eliminatie. Het algoritme begint dan met als {\displaystyle L} de {\displaystyle n\times n}-eenheidsmatrix en {\displaystyle U} gelijk aan {\displaystyle A}. In {\displaystyle n-1} stappen wordt {\displaystyle U} herleid tot een bovendriehoeksmatrix en {\displaystyle L} tot een benedendriehoeksmatrix, zodanig dat het matrixproduct {\displaystyle LU} steeds gelijk blijft aan {\displaystyle A}.
In de {\displaystyle k}-de stap worden de elementen onder de hoofddiagonaal in de {\displaystyle k}-de kolom van {\displaystyle U} op nul gebracht. Dit gebeurt door rij {\displaystyle k} met de juiste factor te vermenigvuldigen en dan af te trekken van rij {\displaystyle j}, wat een nieuwe rij {\displaystyle j} geeft {\displaystyle (j>k)}. De factoren zijn de verhoudingen van de elementen in de rijen {\displaystyle j} en {\displaystyle k} in kolom {\displaystyle k}. Die factoren, {\displaystyle u_{j,k}/u_{k,k}}, kopiëren we in de corresponderende kolom van {\displaystyle L}.
Indien {\displaystyle U} een element {\displaystyle u_{k,k}} op de hoofddiagonaal heeft dat nul is, gaat dit natuurlijk niet op. In dat geval moet de rij {\displaystyle k} verwisseld worden met een onderliggende rij {\displaystyle j} waarin {\displaystyle u_{j,k}} niet nul is. De verwisseling gebeurt ook in {\displaystyle L}. De verwisselingen kunnen bijgehouden worden in een permutatiematrix {\displaystyle P}. In het begin is {\displaystyle P} de eenheidsmatrix. Wanneer twee rijen in {\displaystyle U} en {\displaystyle L} verwisseld worden, worden dezelfde rijen in {\displaystyle P} verwisseld. De decompositie is dan niet langer {\displaystyle A=LU} maar {\displaystyle P^{-1}A=LU}.

### Rechtstreekse berekening
Indien men rekening houdt met de specifieke structuur van {\displaystyle L} en {\displaystyle U}, kan men de coëfficiënten ervan een voor een berekenen. Immers als men het matrixproduct {\displaystyle A=LU} uitschrijft, verkrijgt men een stelsel van {\displaystyle n\times n} lineaire vergelijkingen in de {\displaystyle n\times n} onbekende coëfficiënten van {\displaystyle L} en {\displaystyle U}. Maar deze vergelijkingen kan men zo rangschikken dat elke volgende vergelijking een nieuwe coëfficiënt geeft; bijvoorbeeld:
{\displaystyle a_{1,1}=u_{1,1}}
{\displaystyle a_{2,1}=l_{2,1}u_{1,1}} of {\displaystyle l_{2,1}={\frac {a_{2,1}}{a_{1,1}}}}
{\displaystyle a_{3,1}=l_{3,1}u_{1,1}} of {\displaystyle l_{3,1}={\frac {a_{3,1}}{a_{1,1}}}} enz.;
{\displaystyle a_{1,2}=u_{1,2}}
{\displaystyle a_{2,2}=u_{2,2}+l_{2,1}u_{1,2}} of {\displaystyle u_{2,2}=a_{2,2}-l_{2,1}a_{1,2}}
{\displaystyle a_{3,2}=l_{3,1}u_{1,2}+l_{3,2}u_{2,2}} of {\displaystyle l_{3,2}=(a_{3,2}-l_{3,1}a_{1,2})/u_{2,2}} enz.;
{\displaystyle a_{1,3}=u_{1,3}}
{\displaystyle a_{2,3}=l_{2,1}u_{1,3}+u_{2,3}} of {\displaystyle u_{2,3}=a_{2,3}-l_{2,1}a_{1,3}}
{\displaystyle a_{3,3}=l_{3,1}u_{1,3}+l_{3,2}u_{2,3}+u_{3,3}} of {\displaystyle u_{3,3}=a_{3,3}-l_{3,1}a_{1,3}-l_{3,2}u_{2,3}} enz.
Op deze manier kan men de coëfficiënten van {\displaystyle L} en {\displaystyle U}, een voor een, rechtstreeks berekenen. Dit is de "compacte" vorm van de Doolittle-decompositie.

## Voorbeeld
Gegeven:
{\displaystyle A={\begin{pmatrix}3&-7&-2&2\\-3&5&1&0\\6&-4&0&-5\\-9&5&-5&12\\\end{pmatrix}}}
We beginnen met als matrix {\displaystyle L} de eenheidsmatrix en {\displaystyle U} gelijk aan {\displaystyle A}:
{\displaystyle LU={\begin{pmatrix}1&0&0&0\\0&1&0&0\\0&0&1&0\\0&0&0&1\\\end{pmatrix}}{\begin{pmatrix}3&-7&-2&2\\-3&5&1&0\\6&-4&0&-5\\-9&5&-5&12\\\end{pmatrix}}}

## Eerste stap
In de eerste stap zijn de factoren om de elementen onder de diagonaal in de eerste kolom van {\displaystyle U} op nul te krijgen, respectievelijk −1, 2 en −3. Die komen onder de diagonaal in de eerste kolom van {\displaystyle L}. In {\displaystyle U} vermenigvuldigen we de eerste rij met −1 en trekken die af van de tweede rij; dat wordt de nieuwe tweede rij; analoog voor de derde en vierde rij. Dit geeft als tussenstand:
{\displaystyle LU={\begin{pmatrix}1&0&0&0\\-1&1&0&0\\2&0&1&0\\-3&0&0&1\\\end{pmatrix}}{\begin{pmatrix}3&-7&-2&2\\0&-2&-1&2\\0&10&4&-9\\0&-16&-11&18\\\end{pmatrix}}}
Men kan nagaan dat het product van deze twee matrices de oorspronkelijk matrix {\displaystyle A} is.

## Tweede stap
Om de elementen onder de diagonaal in de tweede kolom van {\displaystyle U} op nul te krijgen moeten we van de derde rij van {\displaystyle U} de tweede rij van {\displaystyle U} vermenigvuldigd met −5 aftrekken, en van de vierde rij van {\displaystyle U} de tweede rij vermenigvuldigd met 8. Dit geeft:
{\displaystyle LU={\begin{pmatrix}1&0&0&0\\-1&1&0&0\\2&-5&1&0\\-3&8&0&1\\\end{pmatrix}}{\begin{pmatrix}3&-7&-2&2\\0&-2&-1&2\\0&0&-1&1\\0&0&-3&2\\\end{pmatrix}}}

## Derde stap
In de laatste stap staat het enige overgebleven element onder de hoofddiagonaal van {\displaystyle U} in de derde kolom. Door de derde rij van {\displaystyle U} te vermenigvuldigen met 3 en af te trekken van de vierde rij wordt dit nul:
{\displaystyle LU={\begin{pmatrix}1&0&0&0\\-1&1&0&0\\2&-5&1&0\\-3&8&3&1\\\end{pmatrix}}{\begin{pmatrix}3&-7&-2&2\\0&-2&-1&2\\0&0&-1&1\\0&0&0&-1\\\end{pmatrix}}}
Daarmee is de decompositie van {\displaystyle A} in {\displaystyle LU} beëindigd. In dit geval was er geen verwisseling van rijen nodig.

## Bemerkingen
Om een stelsel van lineaire vergelijkingen {\displaystyle Ax=B} op te lossen gaat men als volgt te werk:
1. Vorm de matrices {\displaystyle L} en {\displaystyle U}: {\displaystyle LUx=B}. We noemen {\displaystyle y} het (voorlopig onbekende) product {\displaystyle Ux}.
2. Los {\displaystyle Ly=B} op door voorwaartse substitutie.
3. Los {\displaystyle Ux=y} op door achterwaartse substitutie.

Wanneer bijvoorbeeld {\displaystyle B={\begin{pmatrix}-36&20&2&-34\end{pmatrix}}^{T}}, vinden we achtereenvolgens:
- {\displaystyle y_{1}=-36}
- {\displaystyle -y_{1}+y_{2}=20} waaruit {\displaystyle y_{2}=-16}
- {\displaystyle 2y_{1}-5y_{2}+y_{3}=2} waaruit {\displaystyle y_{3}=-6}
- {\displaystyle -3y_{1}+8y_{2}+3y_{3}+y_{4}=-34} waaruit {\displaystyle y_{4}=4}

en:
- {\displaystyle -x_{4}=y_{4}=4} of {\displaystyle x_{4}=-4}
- {\displaystyle -x_{3}+x_{4}=y_{3}=-6} waaruit {\displaystyle x_{3}=2}
- {\displaystyle -2x_{2}-x_{3}+2x_{4}=y_{2}=-16} waaruit {\displaystyle x_{2}=3}
- {\displaystyle 3x_{1}-7x_{2}-2x_{3}+2x_{4}=y_{1}=-36} waaruit {\displaystyle x_{1}=-1}

Indien deze methode in een computerprogramma wordt geïmplementeerd, is het niet nodig om twee afzonderlijke matrices voor {\displaystyle L} en {\displaystyle U} te gebruiken. Ze kunnen compact in een enkele matrix bewaard worden (daarvoor kan zelfs de matrix {\displaystyle A} dienen als deze mag overschreden worden). Het is immers niet nodig om de elementen op de hoofddiagonaal van {\displaystyle L} te bewaren, die per definitie gelijk zijn aan 1. De rij-permutaties kunnen bijgehouden worden in een permutatievector van {\displaystyle n} elementen; als twee rijen verwisseld worden worden de corresponderende elementen in de permutatievector verwisseld. De Doolittle-decompositie gelijkt sterk op de Crout-decompositie. Dit is ook een LU-decompositie met dit verschil dat in een Crout-decompositie de elementen op de hoofddiagonaal van de bovendriehoeksmatrix {\displaystyle U} gelijk zijn aan 1.

## Websites
- Cholesky, Doolittle and Crout Factorization